# 紫萼假杜鹃
紫萼假杜鹃（学名：Barleria purpureosepala）为爵床科假杜鹃属的植物。分布在中国大陆的云南等地，生长于海拔900米的地区，多生长于密林中，目前尚未由人工引种栽培。